# Gamín
Con il termine gamín ci si riferisce a gruppi di bambini di strada tra i cinque e i quattordici anni che vivono nelle grandi città della Colombia, in particolare nelle bidonville di Bogotà, sopravvivendo mediante accattonaggio, piccola delinquenza ed espedienti. Il termine viene dal francese (significa bambino, ragazzo, monello, birichino) ed è utilizzato nel contesto colombiano almeno a partire dagli anni 1930.
Stime degli anni 1960 parlavano di 5000 gamines nella sola Bogotà, cifra indicata anche da una ricerca del 1990. 
Tali bambini hanno perso o rotto i legami familiari e sono passati ad una vita di strada. Essendo impossibile la sopravvivenza di un individuo isolato in tali condizioni, non foss'altro per l'aggressività a cui andrebbe incontro da parte delle bande di gamínes, i bambini entrano a far parte di una "gallada", ovvero una gang di bambini di strada. Tali raggruppamenti sono generalmente composti da 15 - 50 bambini e sono comandati da uno o più capi, riconosciuti come leader in base ad elementi quali coraggio, forza fisica, abilità varie. Nella gallada vi è una divisione del lavoro, con specializzazioni quali accattonaggio, esecuzione di piccoli furti, ricettazione, preparazione del cibo, difesa del gruppo e del territorio d'azione da altre galladas, dalla polizia, dagli adulti. 
Vi è nel gruppo una gerarchizzazione basata sull'età e sul livello di coinvolgimento nella vita di strada. Avviene così una stratificazione per cui il o i leader hanno un'età relativamente alta, e sono seguiti da un gruppo di membri ben inseriti ed attivi nel gruppo, ed infine dai "chinches", bambini spesso più giovani che partecipano in modo più discontinuo eseguendo gli ordini senza potere decisionale. Vi è nel raggruppamento un forte meccanismo di controllo, che prevede dure punizioni per chi viola le regole della gallada, fino all'espulsione o persino all'uccisione.